# Антоній Реман

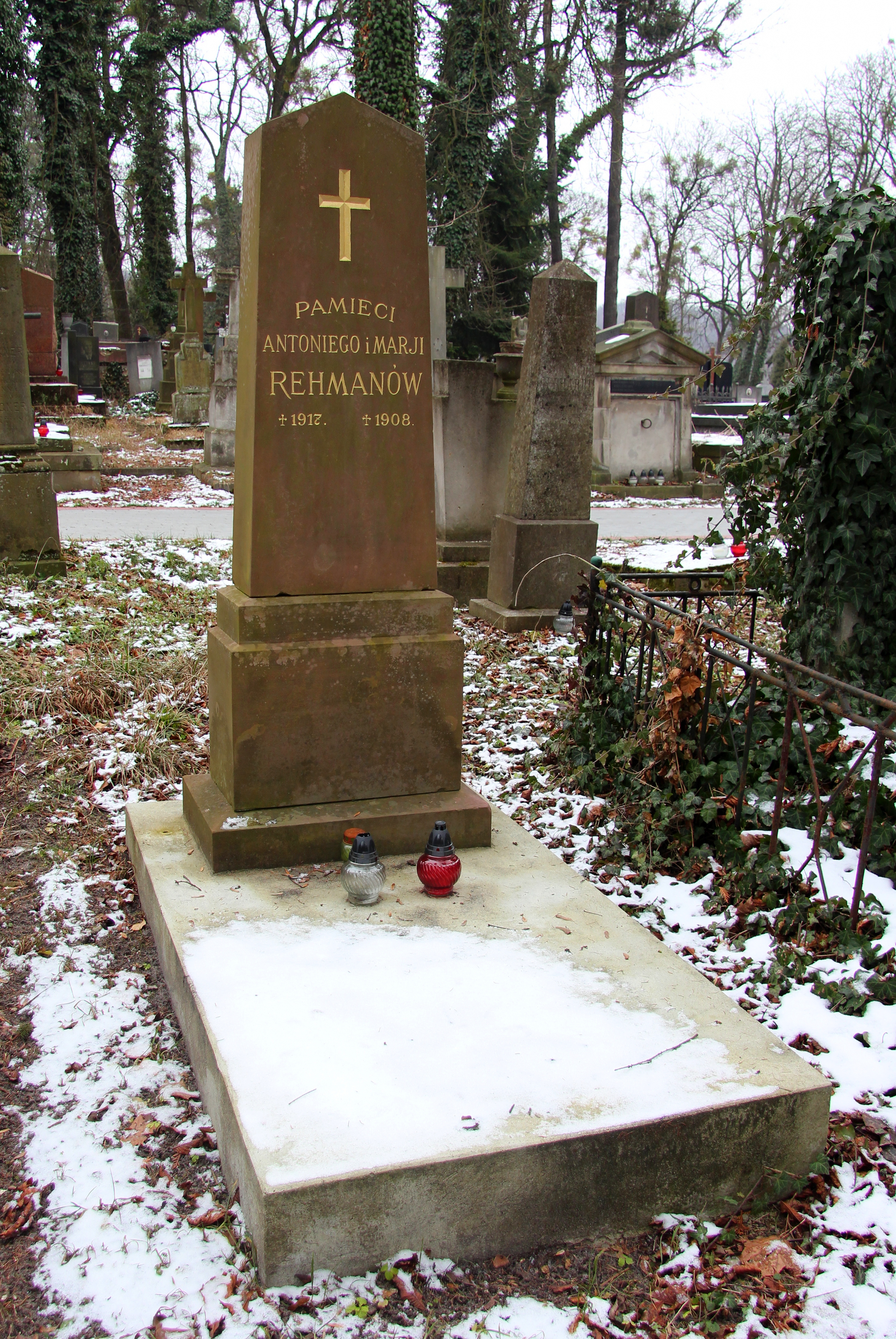

Антоній Реман (пол. Antoni Rehman; 13 травня 1840 — 13 січня 1917, Львів) — польський географ і геоботанік.

## Життєпис
Освіту здобув у Ягелонському університеті. Був професором географії Львівського університету (з 1882), а в 1897—1898 роках — його ректором; серед іншого дослідник рослинності Карпат, Поділля й Криму.

## Праці
- Szkice z podróży do południowej Afryki (1881);
- Echa z południowej Afryki (1884);
- Tatry pod względem fizyczno-geograficznym (1895).

Праця «Ziemie dawnej Polski і sasiednich Krajow Slowianskich …» (у 2 томах, 1895—1904), зокрема I том — «Karpaty», мала довгий час значення з точки зору пізнання географії України.
Провів детальне вивчення нечуйвітрів Західної України. Його результати висвітлені у праці «Neue Hieraciedes ostlichen Europa», де автор навів 33 види та 148 підвиди цього роду.
Похований у Львові, на 55 полі Личаківського цвинтаря.

## Нагороди
- Орден Залізної Корони ІІІ ступеня (1910)[4].